# Pteronymia agalla
Pteronymia agalla är en fjärilsart som beskrevs av Frederick DuCane Godman och Osbert Salvin 1879. Pteronymia agalla ingår i släktet Pteronymia och familjen praktfjärilar. Inga underarter finns listade.